# Point Blank (Teksas)
Point Blank je grad u američkoj saveznoj državi Teksas. Prema popisu stanovništva iz 2010. u njemu je živjelo 688 stanovnika.